# Louis Prével
Louis Prével, né le 29 janvier 1879 à Nice et mort dans cette même ville le 26 novembre 1964, est un rameur français.

## Biographie
Aux Jeux olympiques d'été de 1900 à Paris, Louis Prével dispute la finale du skiff ; il ne termine pas la course, tombant à l'eau durant le parcours,.
Il est sacré à deux reprises champion d'Europe de skiff, en 1899 et 1900.